# Harley and Katya
Harley and Katya é um documentário australiano dirigido por Selina Miles e produzido pela Stranger Than Fiction Films. O filme foi exibido originalmente na ABC em 12 de dezembro de 2022 e foi lançado mundialmente pela Netflix. Foi premiado como Melhor Documentário Esportivo na 51ª Gala Internacional do Emmy Awards.

## Enredo
O filme explora a parceria entre Harley Windsor e a sua parceira de patinação Ekaterina “Katya” Alexandrovskaya. Tragicamente, Katya morreu em julho de 2020, quando caiu de uma janela do sexto andar no centro de Moscou. Ela sofria de depressão e foi diagnosticada com epilepsia, o que a levou a abandonar o esporte. Sua morte pode ter sido suicídio.

## Produção
O filme foi produzido pelo Stranger Than Fiction, com financiamento principal da Screen Australia em associação com a Screen NSW.